# Full Members' Cup
Full Members Cup từng là một giải cúp bóng đá được tổ chức tại Anh từ 1985 tới 1992. Nó còn được biết đến theo tên của nhà tài trợ Simod Cup từ 1987 tới 1989 và Zenith Data Systems Cup từ 1989 tới 1992.
Giải đấu được tạo ra sau Thảm họa Heysel năm 1985, khi các câu lạc bộ Anh bị cấm tham dự cúp châu Âu, như một giải đấu bổ sung dành cho các câu lạc bộ ở hai giải đấu cấp cao nhất nước Anh. Tên của giải đấu được đề cập tới các câu lạc bộ là Full Members (thành viên đầy đủ) của the Football League, với quyền biểu quyết; các đội ở hạng thấp hơn được gọi là Associate Members (thành viên liên kết) và chỉ có quyền tham dự Associate Members Cup (nay được gọi là Football League Trophy). Full Members Cup đầu tiên không bao gồm sáu câu lạc bộ giành quyền tham dự cúp châu Âu 1985-86, những đội thi đấu English Super Cup.
Khi lệnh cấm tham dự cúp châu Âu của các câu lạc bộ Anh được gỡ bỏ một phần mùa 1990-91, và toàn bộ mùa 1991-92, Full Members Cup tồn tại tới cuối mùa 1991-92, đó là mùa thứ bảy. Giải đấu sau đó tạm dừng mùa tiếp theo khi giải đấu Football League First Division cũ được thay thế bởi Premier League.
Bảy trận chung kết diễn ra từ 1986 tới 1992. Blackburn Rovers và Reading là hai đội Second Division duy nhất vô địch Cup.
Chelsea và Nottingham Forest là hai đội thành công nhất, mỗi đội hai lần giành chức vô địch.

## Tham dự
Giải đấu được mở dành cho tất cả các câu lạc bộ từ hai hạng đấu cao nhất của bóng đá Anh, là First và Second Division. Sáu đội First Division giành quyền tham dự cúp châu Âu 1985-86 được mời tham dự English Super Cup thay vì Full Members Cup. 
Một vài đội đủ điều kiện chọn không tham dự trong một năm nhất địch, bốn đội First Division trong suốt sáu mùa không tham dự giải đấu – Arsenal, Liverpool, Manchester United và Tottenham Hotspur.
Chi tiết số đội tham dự qua các mùa:
1985–86: 21 đội – 5 (trên 16, với 6 tại Super Cup) từ Division 1 và 16 (trên 22) từ Division 2
1986–87: 30 đội – 14 (trên 22) từ Division 1 và 16 (trên 22) từ Division 2
1987–88: 40 đội – 17 (trên 21) từ Division 1 và tất cả 23 từ Division 2
1988–89: 40 đội – 16 (trên 20) từ Division 1 và tất cả 24 từ Division 2
1989–90: 37 đội – 13 (trên 20) từ Division 1 và tất cả  24 từ Division 2
1990–91: 39 đội – 15 (trên 20) từ Division 1 và tất cả 24 từ Division 2
1991–92: 41 đội – 18 (trên 22) từ Division 1 và 23 (tất cả trừ Sunderland) từ Division 2

## Chung kết
| Mùa     | Vô địch           | Tỉ số | Á quân            |
| ------- | ----------------- | ----- | ----------------- |
| 1985–86 | Chelsea           | 5–4   | Manchester City   |
| 1986–87 | Blackburn Rovers  | 1–0   | Charlton Athletic |
| 1987–88 | Reading           | 4–1   | Luton Town        |
| 1988–89 | Nottingham Forest | 4–3   | Everton           |
| 1989–90 | Chelsea           | 1–0   | Middlesbrough     |
| 1990–91 | Crystal Palace    | 4–1   | Everton           |
| 1991–92 | Nottingham Forest | 3–2   | Southampton       |

Nguồn:
Ghi chú:
- Khi Reading vô địch giải đấu cùng với mùa họ xuống hạng họ không đủ điều kiện để bảo vệ chức vô địch mùa giải sau đó.[1]